# Čchen Čeng-lej
Čchen Čeng-lej (čínsky pchin-jinem Chen Zhenglei, znaky zjednodušené 陈正雷 * 15. května 1949, vesnice Čhen-ťia-kou, provincie Che-nan, Čína) je mistr bojového umění tchaj-ťi čchüan, příslušník 19. generace potomků rodiny Čchen z vesnice Čhen-ťia-kou.  Jeho učiteli byli mistr Čchen Čao-pchi a Čchen Čao-kchuej.

## Životopis

### Studia
Čchen Čeng-lej začal studovat bojové umění tchaj-ťi čchüan ve stylu Čchen v roce 1957 a to nejprve u svého strýce Čchen Čao-pchiho a to s důrazem na formy prováděné pažemi a formy se zbraněmi jakož i na základy teorie bojového umění tchaj-ťi čchüan. Po smrti mistra Čchen Čao-pchiho (v prosinci roku 1972) pokračoval Čchen Čeng-lej ve studiu pod vedením svého strýce mistra Čchen Čao-kchueje. 

### Čtyři tygři z Čchen-ťia-kou
Když se v roce 1958 do vesnice Čchen-ťia-kou vrátil mistr Čchen Čao-pchi (18. generace), začal kultivovat novou generaci. Čtveřice jeho žáků později získala věhlas a popularitu nejen v Číně, ale i za jejími hranicemi. Jsou nazýváni Čtyři Buddhovi bojovníci (S’ ta ťin) a jsou také někdy označovaní jako tzv. Čtyři tygři z Čchen-ťia-kou. Jedná se o mistry 19. generace tchaj-ťi stylu rodiny Čchen a jsou to tito muži:
- Ču Tchien-cchaj (* 1944);
- Čchen Siao-wang (* 1945);[5]
- Čchen Čeng-lej[5][6] (* 1949) a
- Wang Sien[6] (* 1944).[4][3][7][5]

To oni jsou formálními hlavami klanu Čchen a jsou nezpochybnitelnými představiteli tohoto stylu bojového umění. Bojovému umění tchaj-ťi čchüan se věnovali od útlého dětství; všichni mají svoji školu, kterou vedou buď sami nebo jim pomáhá některý z jejich potomků; většina z nich jezdí po světě, kde šíří bojové umění tchaj-ťi čchüan. 

### Slovníky a seznamy
Osobnost mistra Čchen Čeng-leje je uvedena v „Čínském slovníku současných lektorských osobností“ („China Contemporary Education Celebrities Dictionary“), v „Čínském seznamu současných mistrů bojových umění“ („China Present Martial Arts Masters“) a v „Seznamu reformních osobností současnosti“ („Contemporary reform elites“).

### Funkce
Čchen Čeng-lej je členem výboru čínské „Asociace wu-šu“ („Wushu Association“), místopředsedou Asociace wu-šu v Che-nanu („Henan Wushu Association“) a „starším národním mistrem wu-šu“ („Senior National Wushu Meister“). Je také výkonným prezidentem „Rodinné asociace Čchen tchaj-ťi čchüan v Che-nanu“ („Chen Taijiquan Family Association of Henan“) a ředitelem „Vzdělávacího centra Čchen tchaj-ťi čchüan“ („Chen Taijiquan Village Training Center“) v Čeng-čou.

### Přínosy, ocenění, publikační činnost
- Čchen Čeng-lej je tvůrcem krátké sestavy „18 forem tchaj-ťi čchüan“ (Lao Jia)".[9] Specializuje se na teorii a praxi metody tchuej-šou (Tui Shou) („tlačící ruce“ nebo „lepivé ruce“)

- V letech 1974 až 1987 získal zlaté medaile (v disciplínách tchuej-šou, tchaj-ťi čchüan a tchaj-ťi čchüan meč) ve více než deseti celonárodních soutěžích i v lokálních soutěžích pořádaných v provincii Che-nan.

- Dvakrát úspěšně obhájil titul „národního šampiona v tchaj-ťi čchüan“ („National Taijiquan Champion“). Také získal titul „Zlatý lev“.

- Od roku 1983 je pravidelně zván do Japonska, Spojených států (USA), Velké Británie, Francie, Itálie a do jiných zemí, aby tam přednášel a vyučoval bojové umění. Tímto způsobem navštívil více než dvacet zemí a byl pozván více než stovkou společností a organizací, které se zabývají problematikou wu-šu po celém světě.

- V roce 1986 byl zvolen za člena stálého výboru Čínského lidového politického poradního shromáždění a o dva roky později pak zastával funkci poslance Všečínské shromáždění lidových zástupců. Také působí jako ředitel „Školy tchaj-ťi v Čchen-ťia-kou“ („Tai Chi Chen Village School) a jako vedoucí „Výzkumného ústavu tchaj-ťi Šao-lin“ („Tai Chi Shaolin Research Institute“).

- V roce 1994 se stal mezinárodním velmistrem v tchaj-ťi čchüan.

- V prosinci roku 1995 byl Čchen Čeng-lej v Číně uznán jako jeden z „deseti nejlepších žijících mistrů bojových umění dneška“ („Top Ten Martial Arts Masters of Present Day“).

- V roce 1998 „Čínské sdružení wu-šu“ („Chinese Wushu Association“) společně s „Národní sportovní komisí“ („National Sport Commission“) a s „Čínským výzkumným ústavem wu-šu“ („Chinese Wushu Research Institute“) zavedlo systém hodnocení založený na tzv. devíti úrovních tuan-waj (Duan Wai). Mistr Čchen Čeng-lej dosáhl v roce 2012 úrovně „9. stupeň tuan-waj velmistr (zlatý drak)“ („9-th Duan Wei Grandmaster; Jinlong—jiu duan: Gold Dragon“) a je tak jedním z mála držitelů nejvyššího stupně systému hodnocení tuan-waj.

- Čchen Čeng-lej napsal desítky knih a vytvořil mnoho výukových DVD-prezentací o bojovém umění tchaj-ťi čchüan, které byly přeloženy do japonštiny, angličtiny, španělštiny, korejštiny atd. a byly vydány v mnoha zemích.[10][11]